# Cabra (zodíaco)

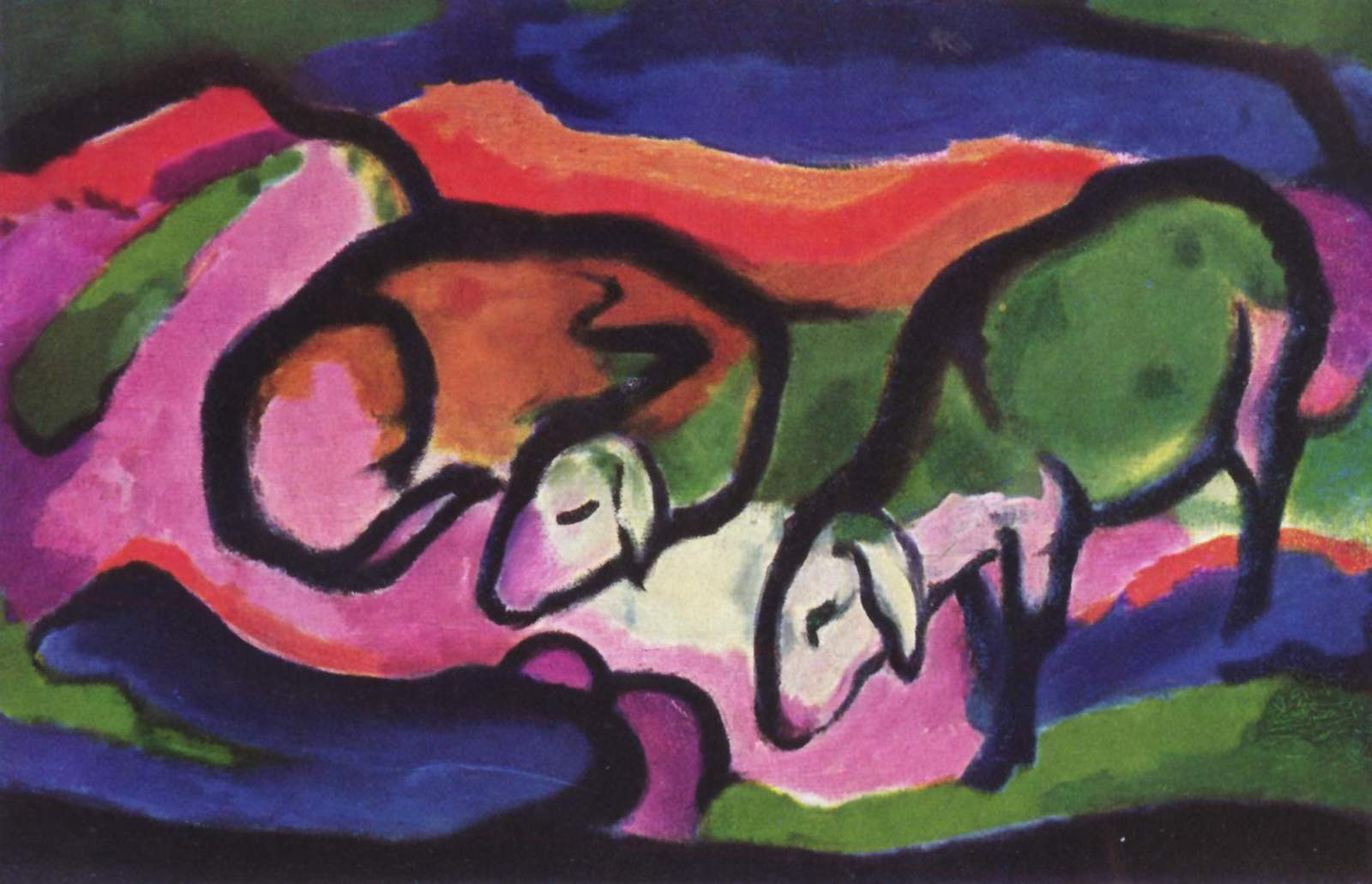
Carneiros, pintura de Franz Marc.

O Carneiro (未), a Cabra ou Ovelha é um dos animais do ciclo de 12 anos que aparece no Zodíaco da Astrologia chinesa e no Calendário chinês.
- Zang-Fu: Xiao Chang (Hou Xi abre Du Mai)
- Anatomia: Intestino Pequeno (Delgado)
- Canal 5 Shen: Shen Yang / Yang
- Nível Energético: Tai Yang Mão
- Deus Grego: Apolo
- Ligação: Macaco

## Atributos
Com sua testa reforçada e chifres, o carneiro representa força e resistência. Ele é confiante, perseverante e protetor dos fracos. Como procura não julgar os outros, é confortável estar com o carneiro e sua prima, a cabra. A natureza do carneiro é melhor percebida em seu talento artístico. Carneiros podem ser um tanto detalhistas, o que explica em muitos aspectos o porquê de suas naturezas criativas não serem totalmente exploradas. O carneiro pode envolver-se, profissional ou voluntariamente, em trabalho social de algum tipo, enquanto sua sensibilidade artística pode levar a uma carreira na música ou nas artes.

## Nascidos sob o signo de Cabra[1]
Lembre-se de que esta é a data do Hemisfério Norte, pois há uma diferença entre os 2 Hemisférios citada na página Feng Shui
| Data de nascimento | Data de nascimento | Signo e Elemento |
| Início             | Fim                | Signo e Elemento |
| ------------------ | ------------------ | ---------------- |
| 17/02/1931         | 05/02/1932         | Cabra de Metal   |
| 05/02/1943         | 24/01/1944         | Cabra de Água    |
| 24/01/1955         | 11/02/1956         | Cabra de Madeira |
| 09/02/1967         | 29/01/1968         | Cabra de Fogo    |
| 28/01/1979         | 15/02/1980         | Cabra de Terra   |
| 15/02/1991         | 03/02/1992         | Cabra de Metal   |
| 01/02/2003         | 21/01/2004         | Cabra de Água    |
| 19/02/2015         | 07/02/2016         | Cabra de Madeira |
| 06/02/2027         | 25/01/2028         | Cabra de Fogo    |

## Tipos de Cabra
- Metal: opiniosos, têm dificuldade em aceitar a realidade, sistemáticos, acreditam na justiça e irão discutir uma questão até as últimas instâncias. Perturbam-se facilmente com estranhos e deveriam aprender a relaxar.
- Madeira: amáveis, generosos, sempre procuram ver o lado bom das coisas quando uma crise se instala, sempre pensam primeiro nos outros.
- Água: amáveis, auto-controlados, valorizam a amizade, colocam os outros em primeiro lugar, auto-confiantes, nunca fogem das dificuldades e sempre completam suas tarefas.
- Fogo: agressivos, ambiciosos, corajosos, sempre reivindicam o crédito devido e não gostam de reconhecer as próprias falhas.
- Terra: meticulosos mas desconfiados das habilidades alheias; trabalham duro para a melhoria de suas condições materiais, mas sem ambicionar o próprio desenvolvimento. Terra é o elemento fixo e natural da Cabra/Ovelha.